# جبائل
الجبائل (الاسم العلمي: Sarcodina) هي شعيبة من الطلائعيات تتبع شعبة الأميبيات.

## التصنيف
- الجواذر
  - الفصية
    - الأميبيات الطويلة
      - الأميبيات الوسطية